# Эффект Олли
Эффект Олли — явление, характеризующееся корреляцией между размером или плотностью популяции и средней индивидуальной приспособленностью (часто измеряемой как темп прироста популяции на душу населения) популяции или вида.

## Определение
Общепринятое определение эффекта Олли (одиночества или малости популяции) — это положительная корреляция между плотностью населения и индивидуальной приспособленностью. Его иногда называют эффектом скученности или ему подобным (или даже считаются синонимом) в распределении ресурсов в рыбоводстве.
Ниже перечислены несколько существенных подкатегорий эффекта Олли, используемых в экологической литературе.

### Составляющая против демографических эффектов Олли (Component vs. demographic Allee effects)
Составляющая «эффекта Олли» — это положительная связь между любым измеряемым компонентом индивидуальной приспособленности и плотностью популяции. Демографический эффект — это положительная связь между общим уровнем индивидуальной приспособленности и плотностью населения.

### Сильная составляющая против слабых эффектов Олли (Strong vs. weak Allee effects)

Эффекты Олли классифицируются по характеру зависимости от плотности при низких плотностях. Если население сокращается при низких плотностях, то возникает сильный эффект Олли. Если скорость размножения (распространения) положительна и увеличивается, то имеет место слабый эффект Олли. Нулевая гипотеза заключается в том, что скорость размножения (распространения) положительна, но уменьшается при низких плотностях.

Сильный эффект Олли — это демографический эффект Олли с критической численностью или плотностью населения. Слабый эффект Олли — это демографический эффект Олли без критической численности или плотности населения.

## Замечание
Эффект Олли считается одной из основных причин вымирания неандертальцев 